# Рашн Юг
«Рашн Юг» — российский комедийный мелодраматический фильм режиссёра Антона Федотова. В главных ролях: Стася Милославская, Семён Трескунов, Риналь Мухаметов и Александр Метёлкин. Выход в широкий прокат состоялся 4 марта 2021 года. Показ расширенной версии фильма, телесериала «Совершенно летние», состоялся с 21 июня по 15 июля 2021 года на телеканале СТС.
Фильм посвящён Черноморскому побережью Кавказа — Краснодарскому краю. В фильме рассказывается об отношениях и личностном развитии героев, которые взаимодействуют с главной героиней.

## Сюжет
Студент Артём из Воронежа влюбляется в юную красавицу с Чёрного моря. Потеряв голову, он бросает всё и едет за возлюбленной на «Рашн Юг», о котором ничего не знает. Артём садится на поезд, который отправляется в Краснодарский край в посёлок Лазурный. На море оказывается, что за прекрасной Ксюшей уже ухаживают два серьёзных конкурента — красавчик из мореходки и дерзкий полицейский. Кажется, у наивного студента просто нет шансов. Даже помощь его новых друзей, как будто, только мешает. Но Артём не собирается сдаваться.
Ксюша уже планирует выйти замуж за местного полицейского Игоря, однако в последний момент сбегает со свадьбы к курсанту военно-морского училища Никите. Никита, однако, не приходит, но через некоторое время герои мирятся и планируют сыграть свадьбу. Однако и эта свадьба складывается не так, как планировалось: студент Артём крадёт невесту во время торжества.

## В ролях
| Актёр                | Роль                                          |
| -------------------- | --------------------------------------------- |
| Стася Милославская   | Ксения Гордеева (Ксюша) пловец                |
| Семён Трескунов      | Артём Дудин студент                           |
| Риналь Мухаметов     | Никита Власов курсант военно-морского училища |
| Александр Метёлкин   | Игорь полицейский                             |
| Эльдар Калимулин     | Митяй                                         |
| Даниил Вахрушев      | Эльдарчик                                     |
| Магомед Муртазаалиев | Руслан                                        |
| Дарья Фекленко       | Ульяна                                        |
| Александр Робак      | Леонид отец Ксюши                             |
| Роман Мадянов        | Пётр Иванович отец Игоря                      |
| Сергей Лавыгин       | Олег                                          |
| Теймураз Тания       | Арсен                                         |
| Глеб Пускепалис      | Вано                                          |
| Ирина Демидкина      | Тамара Михайловна регистратор в ЗАГСе         |
| Максим Лагашкин      | Сердюк                                        |
| Марго Адаева         | Марина                                        |
| Екатерина Кабак      | Яна                                           |
| Полина Ауг           | подруга Ксюши                                 |
| Сергей Легостаев     | Степан                                        |
| Ольга Альбанова      | Аглая                                         |
| Екатерина Агеева     | Зоя                                           |
| Роман Евдокимов      | Макс                                          |
| Евгений Егоров       | Денис                                         |
| Олег Газманов        | камео                                         |

## Съёмочная группа
- Режиссёр-постановщик — Антон Федотов.
- Креативный продюсер — Жора Крыжовников.
- Авторы сценария — Жора Крыжовников, Дмитрий Литвиненко, Никита Власов, Егор Чичканов и Аксинья Борисова при участии Евгении Хрипковой.
- Оператор-постановщик — Сергей Дышук.

## Производство
Съёмки фильма начались в августе 2020 года в Краснодарском крае: в Геленджике, Кабардинке, Новороссийске, Архипо-Осиповке, а также на территории косы Чушка. В качестве продюсера проекта выступил Фёдор Бондарчук.
Михаил Врубель и Александр Андрющенко, продюсеры кинокомпании «Водород», хотели продолжить традиции русского комедийно-романтического кино. Продюсеры знали, что хотят создать фильм, который контрастировал бы с полной противоположностью фильма — северные «Льды». «Рашн Юг» должен был стать идеальным фильмом, который, по их мнению, описал бы современную туристическую достопримечательность России — Краснодарский край. В фильме исследуется юг России, его пейзажи, туризм и вообще, съёмки в этом регионе — большая редкость. Фильм также снимали кинокомпании «Арт Пикчерс Студии» телеканала СТС и «НМГ студии».
Фильм — романтическая комедия Чёрного моря 2021 года. Режиссёр Антон Федотов отметил, что фильм — это многослойная история любви, с которой связана естественная драма. Зритель сможет увидеть новый аспект романтической истории: «Любовные треугольники — дело частое в кинематографе, а любовные квадраты не встречаются почти никогда. Как говорят, в музыке всего семь нот, но вариаций огромное количество, так же и нам хотелось создать такой конструктор, который зритель как будто бы никогда не видел».
Героиня фильма в исполнении Стаси Милославской Ксения Гордеева изображена как спортсменка, владеющая дайвингом. В фильме присутствует много ссылок на водные сцены, такие как на высоте 15 метров на вершине маяка. В этом эпизоде актрису в свадебном платье накрыла волна. Дайверы внизу поддерживают её под водой.
Вокруг комедийной истории любви в прибрежном городке Лазурный героине предстоит найти из трёх человек лучшего жениха для романтических отношений. Поэтому режиссёру Антону Федотову пришлось искать идеальную актрису на эту роль, которая в итоге досталась Стасе Милославской.
Милославская, исполнительница роли Ксюши, отметила: «То я с яхты прыгаю, то тону, то на рикше катаюсь, каждый день какие-то приключения. Мне кажется, что у меня за всю мою кинобиографию не было настолько тяжёлого физически проекта. Хотя это романтическая, лёгкая, колоритная, южная комедия».
Одним из женихов был моряк Никита. Актёр Риналь Мухаметов сыгравший курсанта военно-морского училища, имеет сильную связь с ролью из-за его прошлой регистрации в Суворовское военное училище, так же как и выступления в Гоголь-центре. Никита описывается как психологически потрясённый в разные стороны, что связано с темой соперничества за роль жениха. По словам актёра, в данной ситуации важно преодолеть внутренние эмоции и доказать это в первую очередь себе, а не другим. Второй жених — потерявший голову студент Артём из Воронежа. Роль досталась актёру Семёну Трескунову.
Фильм описывает войну женихов, которые пытаются завоевать благосклонность сердца главной героини — красавицы-спортсменки Ксюши. Сценарий комедии превращается в ром-ком, когда в сюжете неожиданно появляется третий жених — полицейский по имени Игорь. Полицейского исполнил Александр Метёлкин. Одним из ярких моментов фильма станет сцена свадьбы на набережной села Кабардинка, где и разгорается праздничная война женихов. Персонажи будут созданы по мотивам кубанских казаков, а фоновую песню исполнит Олег Газманов.
Трейлер фильма вышел в декабре 2020 года. В столичном киноцентре «Октябрь» предпремьерный показ состоялся 25 февраля 2021 года, а в широкий прокат «Рашн Юг» вышел 4 марта 2021 года.

## Саундтрек
| №  | Название          | Исполнитель      | Длительность |
| -- | ----------------- | ---------------- | ------------ |
| 1. | «Теряюсь»         | Рушана Валиева   | 2:57         |
| 2. | «Люби меня, люби» | Ансамбль         | 1:21         |
| 3. | «Забудь, забудь»  | Мурат Тхагалегов | 3:15         |

## Отзывы и оценки
Фильм собрал в большей степени отрицательные отзывы в прессе.
Алексей Литовченко в «Российской газете» заявил, что Жора Крыжовников «патологически не умеет создавать приятных или хотя бы не сильно отталкивающих персонажей». Рецензия от Film.ru называет «Рашн Юг» трагикомедией, которая начинается с комедии и заканчивается трагедией. Рецензия на фильм в «Киноафише» объясняет, что «фильм не лишён недостатков. В конце концов, фильм понравится жителям Краснодарского края». Маша Токмышева в рецензии на «Кино-театр.ру» написала: «Хотя фильм кажется склеенным из нескольких частей, он представляет собой занимательную южную „лирическую комедию”, которая выводит на экран клише и традиции Юга». В рецензии на фильм отмечалось, что «сценарий похож на русскую Одиссею. Только написана она была не Гомером, а Жорой Крыжовниковым и другими. Ксюша —  это Пенелопа, которую женихи тянут вниз посреди моря». Сергей Оболонков написал для рецензии на фильм в «Кино Mail»: «Второстепенные характерные актёры, которые по сюжету являются отцами женихов, выступили хорошо. Роман Мадянов и Александр Робак, кому и достались роли отцов потенциальных женихов, весьма колоритны».